# J.E. Buschmann

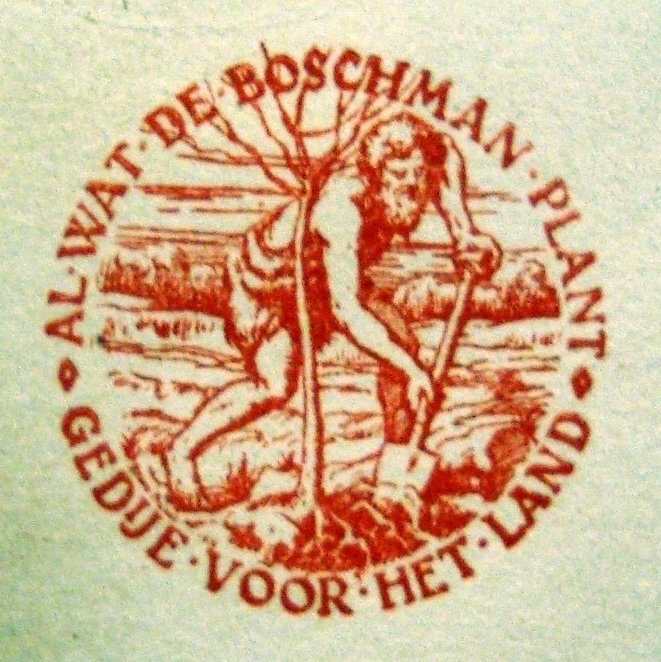
"Al wat de Boschman plant, gedije voor het land"

De zaak J.E. Buschmann was een drukkerij en uitgeverij in Antwerpen. Ze werd in 1842 opgericht door Joseph-Ernest Buschmann (1814-1853), een Luxemburger  die in 1838 naar Antwerpen was gekomen.
J.E. Buschmann was bekend voor zijn bibliofiele uitgaven en kunstdrukken. Verscheidende Vlaamse en Franstalige auteurs zoals Hendrik Conscience, Pieter Frans van Kerckhoven, Theodoor van Ryswyck, Félix Bogaerts, Pieter Ecrevisse en Jacob Frans Johan Heremans  lieten hun boeken daar uitgeven en drukken. Het bedrijf is blijven bestaan tot in 1978.
Het embleem van de uitgeverij was een man die een boom plant, met als motto: "Al wat de Boschman plant, gedije voor het land".

## Drukkerij en uitgeverij J.E. Buschmann
J.E. Buschmann was een drukkerij en uitgeverij op de Ossenmarkt 1182 (huidige nr 22), in Antwerpen. J.E. Buschmann was de eerste grote uitgever van de ontwakende Vlaamse beweging. De firma betaalde, als eerste, de Vlaamse schrijvers voor hun uitgaven.
Een van de belangrijkste en bekendste auteurs die bij drukkerij Buschmann zijn boeken liet drukken en uitgeven, was Hendrik Conscience. J.E. Buschmann was de eerste uitgever die hem betaalde voor het recht tot drukken van De leeuw van Vlaanderen. Conscience had immers elke druk van zijn vorige boeken steeds zelf betaald.
In 1850 werd het bedrijf voortgezet door zijn echtgenote, Emilie Van Haren, omwille van de gezondheidstoestand van Joseph-Ernest. Zij bracht de op gang zijnde zaken tot een goed einde. Om het bedrijf meer renderend te maken, verplaatste zij de drukkerij naar kleinere lokalen, gelegen in de Israëlietenstraat 11, vlak bij de beurs. Eind 1853 werd in deze nieuwe lokalen het nieuwe kunsttijdschrift “De Vlaemsche school” gedrukt. Vervolgens ging weduwe J.-E. Buschmann over tot het kopen van het terrein, gelegen aan de Handelslei (huidige Italiëlei) / Rijnpoortvest.
Hun zonen, Gustave (1847-1935) en Paul Buschmann senior (1846-1909), namen in 1870 respectievelijk de commerciële en artistieke leiding over. Dankzij de door Paul sr. aangeknoopte betrekkingen met het Museum Plantin-Moretus, konden deze letters voor bijzondere typografische drukken worden gebruikt. Paul Buschmann junior (1877-1924) nam, na de dood van zijn vader, in 1909 de artistieke leiding over, maar gaf die in 1911 door aan zijn neef Gustave Jos. Buschmann. Paul Buschmann jr. werd conservator van het Koninklijk Museum voor Schone Kunsten van Antwerpen, waar hij Pol de Mont opvolgde.
Tot de eerste uitgaven behoorden: “Hoe men schilder wordt” (1843) en andere werken van Hendrik Conscience. Daarnaast publiceerde hij, onder meer, werken van Pieter Frans van Kerckhoven, Karel Lodewijk Ledeganck en Eugeen Zetternam. De drukkerij J.E. Buschmann drukte ook de eerste jaargangen van het letterkundig tijdschrift “Het Taelverbond” en enkele jaargangen van “Dietsche Warande en Belfort” en van “Van Nu en Straks” (de tweede reeks, 1896-1901).  Ook het rijk geïllustreerde kunsttijdschrift “De Vlaamsche School” werd hier gedrukt. Tot in 1902 was Pol de Mont hoofdredacteur. Nadien, toen het “Onze Kunst” heette, werd Paul Buschmann jr. redacteur. L.J. Veen gaf dit tijdschrift uit in Nederland.
J.E. Buschmann is tevens bekend voor zijn bibliofiele uitgaven en kunstdrukken. Zo drukte men een aantal "jaarboeken" van de Antwerpse kunstgroep "De Scalden" (met o.a. Edmond van Offel en Lodewijk Mortelmans).
Het bedrijf bleef bestaan tot in 1978. In de 20e eeuw publiceerde het onder meer nog werk van Herwig Hensen en Bert Peleman.

## Uitgaven

### Boeken
| Jaar             | Auteur                      | Titel                                                                   | Opmerking                                                      |
| ---------------- | --------------------------- | ----------------------------------------------------------------------- | -------------------------------------------------------------- |
| 1836             | Hendrik Conscience          | De Guldensporenslag                                                     |                                                                |
| 1837             | Hendrik Conscience          | ’t Wonderjaer                                                           |                                                                |
| 1838             | Hendrik Conscience          | De leeuw van Vlaanderen                                                 |                                                                |
| 1843, 1846, 1847 | Hendrik Conscience          | Hoe men schilder wordt                                                  | 1e , 2e , 3e editie                                            |
| 1844, 1847       | Hendrik Conscience          | Siska van Roosemael                                                     | 1e , 2e editie                                                 |
| 1844             | Hendrik Conscience          | Wat ene moeder lyden kan                                                | 1e , 2e editie                                                 |
| 1844             | Hendrik Conscience          | De sleutel der Gezuiverde Spelling                                      |                                                                |
| 1845             | Hendrik Conscience          | Geschiedenis van België                                                 |                                                                |
| 1845             | Hendrik Conscience          | Geschiedenis van Graef Hugo van Craenhove en van zyn vriend Abulfaragus |                                                                |
| 1846             | Hendrik Conscience          | Eenige bladzijden uit het boek der Natuer                               |                                                                |
| 1846             | Hendrik Conscience          | Avondstonden                                                            |                                                                |
| 1847             | Hendrik Conscience          | Lambrecht Hensmans                                                      |                                                                |
| 1847,1848        | Hendrik Conscience          | De leeuw van Vlaanderen                                                 | 3e editie                                                      |
| 1849             | Hendrik Conscience          | Jacob van Artevelde                                                     |                                                                |
| 1850, 1851       | Hendrik Conscience          | Baes Ganzendonck                                                        | 1e , 2e editie                                                 |
| 1850, 1851       | Hendrik Conscience          | De loteling                                                             | 1e , 2e editie                                                 |
| 1844             | Félix Bogaerts              | La bataille de Nieuport                                                 |                                                                |
| 1845             | Félix Bogaerts              | Lord Strafford                                                          | Uit het Frans vertaald door Josef Coveniers                    |
| 1845             | Félix Bogaerts              | De goede oude tyd in België                                             | Schets van de zeden, gebruiken, levenswijze, stichtingen, enz. |
| 1844             | Karel Lodewijck Ledeganck   | Burgslot van Zomergem                                                   |                                                                |
| 1845             | Pieter Frans van Kerckhoven | Fernand de Zeerover                                                     |                                                                |
| 1932             |                             | Le Roi Albert et son temps                                              | Luxueuze uitgave                                               |

### Tijdschriften
| Jaar        | Titel tijdschrift | Opmerking |
| ----------- | --- | --- |
| 1841 – 1848 | Moniteur Commercial, recueil périodique de documents officiels, de renseignements, de pièces inédits, d’avis et de faits divers de Belgique et de l’étranger, concernant le commerce, la navigation et l’industrie | Drukker Jos M. Jacobs, uitgever J.E. Buschmann                                                                                  |
| 1842, 1843  | La Revue d’Anvers, politique, commerce, littérature, beaux-arts | Liberaal opinieblad ; druk in 1842 bij Jos M. Jacobs, vanaf 1843 bij J.E. Buschmann                                             |
| 1843        | Annales de l’Académie d’Archéologie de Belgique | |
| 1844        | Annales de la Société de Médecine d’Anvers | |
| 1844        | Kunst en Letterblad | Redactie: Hendrik Conscience en Theodoor van Ryswyck; Blad over Vlaamse culturele en politieke actualiteit en literaire kritiek |
| 1845        | Het Taelverbond | Redactie: Jacob Frans Johan Heremans                                                                                            |
|             | Lettervruchten van het Leuvensche Genootschap Tijd en Vlijt | Het Leuvensche Genootschap Tijd en Vlijt is een cultureel literairstudentengenootschap                                          |
| 1848        | Annales de l’Académie d’Archéologie de Belgique | |
| 1860        | De Vlaamsche School | Redactie: Pol de Mont, Charles Doudelet; Tijdschrift voor kunsten, letteren, wetenschappen en nijverheid                        |
| 1896-1901   | Van Nu en Straks | 2e reeks |
| 1902        | Onze Kunst | Redactie: Paul Buschmann jr. |
| 1903        | Dietsche Warande en Belfort | |

### Reeksen
| Jaar       | Titel                                                                       | Opmerking                                                  |
| ---------- | --------------------------------------------------------------------------- | ---------------------------------------------------------- |
| 1835       | Annales antverpienses                                                       | Redactie: Frans Hendrik Mertens en Joseph-Ernest Buschmann |
| 1846, 1847 | De geschiedenis van Antwerpen sedert de stichting der stad tot onzer tijden | Redactie: Frans Hendrik Mertens en K.L. Torfs              |

### Jaarboeken
| Jaar | Titel      | Opmerking                                        |
| ---- | ---------- | ------------------------------------------------ |
|      | De Scalden | Redactie:Edmond van Offel en Lodewijk Mortelmans |